# Werner Kolb
Werner Kolb (* 27. Juli 1895 in Burbach; † 18. Februar 1975 in Frankfurt am Main) war ein deutscher Generalmajor der Reserve der Wehrmacht im Zweiten Weltkrieg.

## Leben
Werner Kolb trat als Freiwilliger kurz nach Beginn des Ersten Weltkriegs am 4. August 1914 in das Infanterie-Regiment „Graf Bülow von Dennewitz“ (6. Westfälisches) Nr. 55 der Preußischen Armee ein und diente bis dort über das Kriegsende hinaus 1919.  Am 7. November 1915 war er zum Leutnant der Reserve befördert worden.
Nach Kriegsende war er bis zur Aufnahme als Reservist 1936 als Ingenieur tätig. 1938 wurde er Oberleutnant der Reserve und wurde am 1. Juli 1941 zum Major der Reserve (Patent 1. August 1940).
Kolb war, nachdem er ab 1939 Kompaniechef im Infanterie-Regiments 36 gewesen war, vom 10. Dezember 1940 bis 1. Juli 1943 Kommandeur des II. Bataillons des gleichen Infanterie-Regiments bei der 9. Infanterie-Division, welche später in 9. Volksgrenadier-Division umbenannt wurde. In dieser Stellung erhielt er am 2. Januar 1942 das Deutsche Kreuz in Gold und am 27. Juni 1942 das Ritterkreuz des Eisernen Kreuzes. Er wurde am 1. April 1943 zum Oberstleutnant der Reserve befördert. Im Anschluss übernahm er bis September 1944 das Kommando über das Infanterie-Regiment 36. In dieser Position wurde er als Oberst der Reserve (Beförderung am 1. Januar 1944) Ende Juni 1944 mit dem Eichenlaub zum Ritterkreuz des Eisernen Kreuzes ausgezeichnet.
Zwischenzeitlich wurde er in die Führerreserve versetzt und wurde vom 1. November 1944 bis Kriegsende Kommandeur der 9. Volksgrenadier-Division. Mit dieser nahm er an der Ardennenoffensive teil und wurde am 1. Februar 1945 zum Generalmajor der Reserve befördert.
Im April 1945 geriet er in US-amerikanische Gefangenschaft.

## Archivische Überlieferung
Im Bundesarchiv hat sich eine Akte über Kolb in der Generalskartei erhalten (digitalisiert, BArch PERS 6/300033).